# صباح (مغنية)

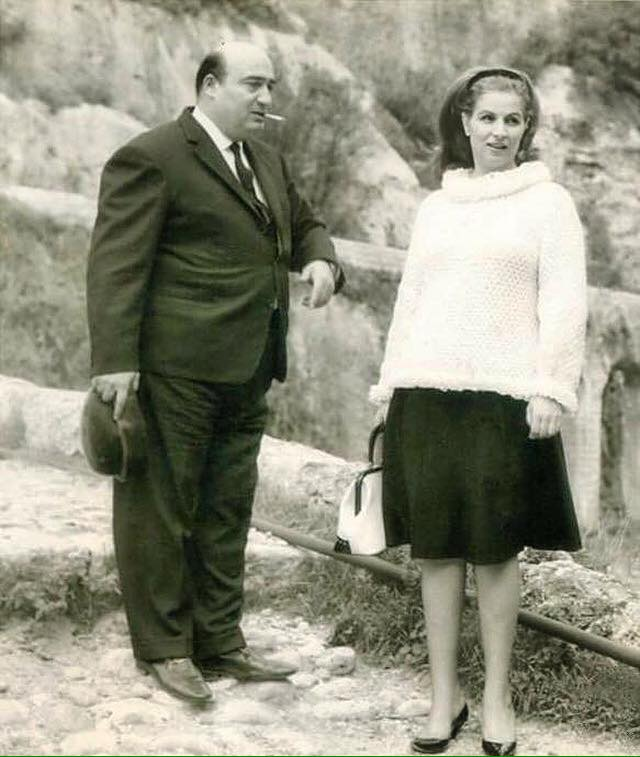
الشحرورة صباح ووديع الصافي1950

جانيت جرجس فغالي (المشهورة بالاسم الفني صباح أو الشحرورة) (10 نوفمبر 1927 - 26 نوفمبر 2014) مغنية وممثلة لبنانية  اشتهرت فنياً باسم صباح، وتعتبر واحدة من أبرز الفنانين اللبنانين إلى جانب فيروز ووديع الصافي، امتدت حياتها المهنية من منتصف العقد 1940 حتى عقد 2000، لتترك خلفها إرثًا فنيًّا تلفزيونيًّا سينيمائيًّا ومسرحيًّا كبيرًا خلدها في المجال الفني على مر التاريخ، اشتهرت بألقاب كثير منها «الشحرورة» و«الصبوحة» و «صوت لبنان». كانت من بين أوائل المغنين العرب الذين وقفوا على خشبات المسرح العالمي في أولمبيا في باريس، وقاعة كارنيغي في مدينة نيويورك، وقاعة ألبرت الملكية في لندن ودار أوبرا سيدني.

## عن حياتها
من مواليد 10 نوفمبر 1927، في عائلة متواضعة، نشأت الفتاة الصغيرة «جانيت» في وادي شحرور إحدى القرى اللبنانية من قرى قضاء بعبدا في محافظة جبل لبنان. بدايتها الفنية كانت في صغرها في لبنان، واستطاعت أن تميز بشهرتها المحلية، حتى استطاعت لفت انتباه المنتجة السينمائية اللبنانية الأصل آسيا داغر والتي كانت تعمل في القاهرة، فأوعزت إلى وكيلها في لبنان قيصر يونس لعقد اتفاق معها لثلاثة أفلام دفعة واحدة، وكان الاتفاق بأن تتقاضى 150 جنيهًا مصريًا عن الفيلم الأول ويرتفع السعر تدريجياً. ذهبت إلى أسيوط برفقه والدها ووالدتها ونزلوا ضيوفا على آسيا داغر في منزلها بالقاهرة، وكلف الملحن رياض السنباطي بتدريبها فنيًا ووضع الألحان التي ستغنيها في الفيلم، وفي تلك الفترة اختفى اسم «جانيت الشحرورة» وحل مكانه اسم «صباح» في فيلم القلب له واحد عام 1945م، وكان عمرها وقتها حوالي 18 عام. ويقال أن السنباطي لاقى صعوبة كبيرة في تطويع صوتها وتلقينها أصول الغناء لأن صوتها الجبلي كان ما زال معتادًا على الاغاني البلدية المتسمة بالطابع الفولكلوري الخاص بلبنان وسوريا، وهي شقيقة الممثلة لمياء فغالي.

### حياتها الشخصية
تزوجت صباح تسعة وهم:

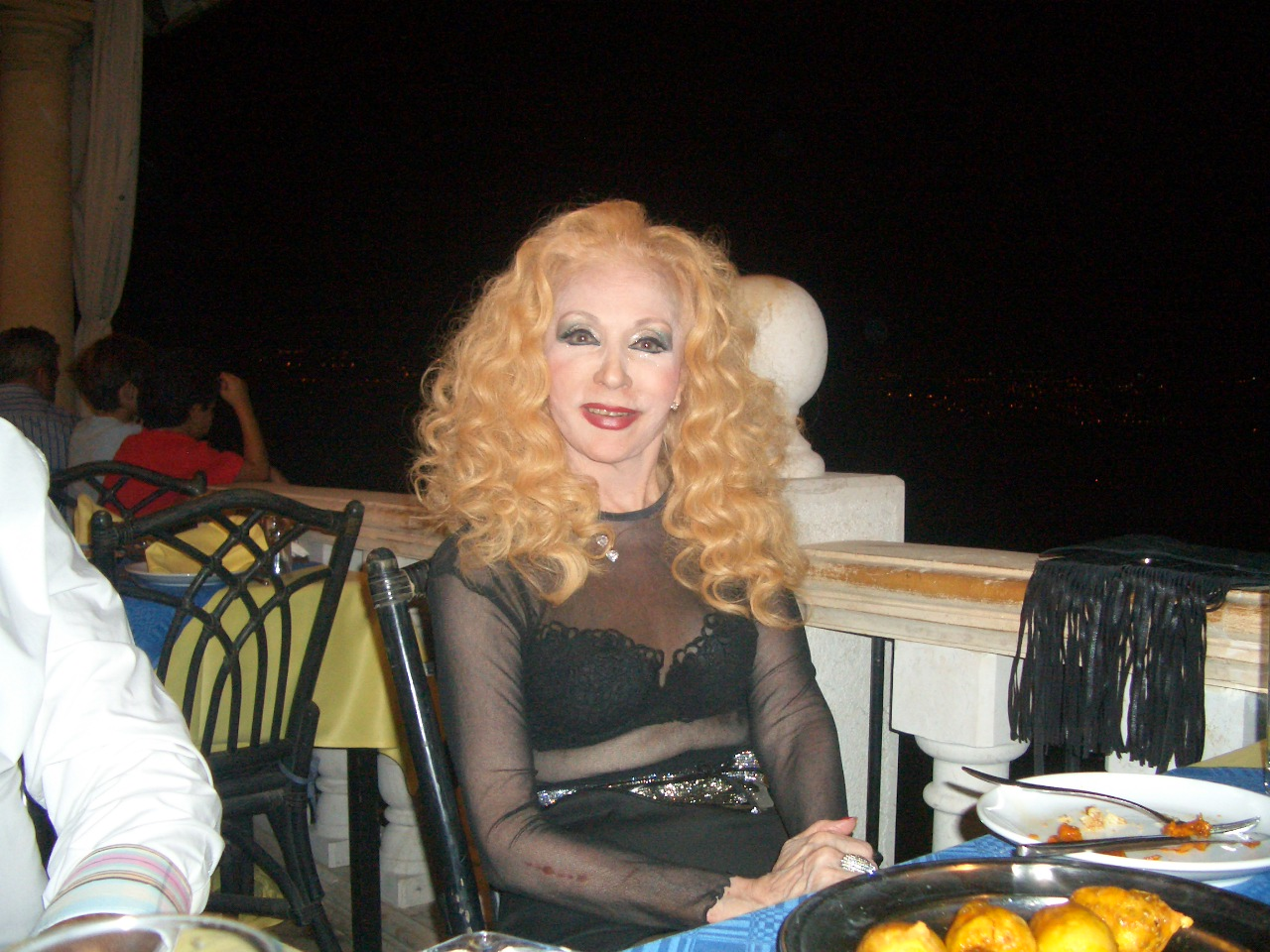
صباح في بيروت عام 2007

- نجيب شماس (والد ابنها الدكتور صباح شماس)، وقضت معه خمس سنوات.
- خالد بن سعود بن عبد العزيز آل سعود، قضت معه عدة أشهر وحصل الطلاق بسبب ضغط من عائلته لتطليقه منها.[9]
- أنور منسي (عازف كمان مصري ووالد ابنتها هويدا)، وقضت معه أربع سنوات.
- أحمد فراج (مذيع مصري)، وقضت معه ثلاث سنوات.
- الفنان رشدي أباظة، وقضت معه خمسة أشهر.
- الفنان يوسف شعبان واستمر الزواج شهر واحد.[9]
- النائب يوسف حمود، وقضت معه سنتين.
- الفنان وسيم طبارة، وقضت معه أربع سنوات.
- الفنان فادي لبنان، وقضت معه سبع عشرة سنة.

وقد انتشرت شائعة بعد طلاقها من فادي لبنان أنها تريد الزواج بملك جمال لبنان «عمر محيو» وكان عمره 25 سنه، وتبين إنها كانت تساعده على الدخول إلى المعترك الفني واختلقت قصة الحب والزواج وحاولت مساعدته فنيًا.
وهي ترى أن أغلبية أزواجها كانوا يستغلون شهرتها وثروتها لمصالحهم، وهي تقول أنهم يسمونها «مدام بنك» لأنها تنفق المال من غير تفكير على من تحب. ومعروف عنها حبها للجمال وللأزياء وتقول أتمنى أنني إذا خسرت ثروتي لا أخسر جمالي وأناقتي.
وتم عمل مسلسل يحكي قصة حياتها اسمه الشحرورة عرض في رمضان عام 2011 وجسدت كارول سماحة دورها.

## مع ابنتها هويدا
أصيبت ابنتها هويدا بأزمة صحية نتيجة إدمانها للمخدرات وذلك عام 2006، مما أجبرها على بيع بيتها والإقامة في الفندق وإدخال ابنتها مصحة في كاليفورنيا بالولايات المتحدة. وأفادت تقارير صحفية في مطلع سنة 2009 أن صحة هويدا بدأت تتحسن وبالتالي قررت إعادتها للعيش معها في لبنان .

## أعمالها
شاركت في السينما المصرية، ولها عدد كبير من الأفلام التي تعتبر هي إحدى نجماتها ووقفت أمام كبار السينما المصرية مثل: صلاح ذو الفقار ورشدي أباظة وفريد شوقي، ولها رصيد كبير من الأفلام المصرية الهامة مثل: الرجل الثاني (1959)، الحب كده (1961)، الأيدي الناعمه (1963)، 3 نساء (1968) وغيرها، ولها أيضًا رصيد من الأفلام اللبنانية مثل: باريس والحب (1972)، ذلك بالإضافة لعدد كبير من الأغاني. تعتبر صباح من أهم رموز الفن العربي وقد دخلت موسوعة غينيس كأكبر إرث فني في التاريخ.
لها 87 فيلم بين مصري ولبناني، و27 مسرحية لبنانية، وما يزيد عن 3500 أغنية بين مصري ولبناني واجنبي.
تعد صباح أول من قدم الأغنية اللبنانية، التي تتميز بالريتم والإيقاع اللبناني الصرف، والذي لم يكن معروفاً من قبل، عن طريق أغنية «يا هويدا هويدلك» في  أوائل الخمسينات.
فكان للشحرورة الفضل في نشر المواويل والأغاني اللبنانية في كافة أرجاء الوطن العربي ومختلف دول العالم من خلال الأفلام التي قدمتها والحفلات.
ففي حفل الـ «أولمبيا» الشهير في باريس، قامت  بترجمة أغاني الفولكلور اللبناني إلى اللغة الفرنسية، وقامت بتقديم الموال والأوف باللغة الفرنسية،  فألهبت حماس الجماهير الفرنسية التي ذهلت بأداء وصوت «الصبوحة» الجباّر والقوي والفريد، كما جذبت أعينهم  بأناقتها وشياكتها.
بينما وقفت على أكبر المسارح العالمية ورفعت اسم لبنان عالياً في مختلف المحافل وبلدان العالم، ولعة أبرز المحطات العالمية للشحرورة صباح كانت على «مسرح الأولمبيا»  في باريس؛ الذي يعتبر من أهم وأعرق مسرح في فرنسا حتي اليوم، وذلك برفقة فرقة «روميو لحود الاستعراضية» في  منتصف السبعينيات،  وكانت الصبوحة أول مطربة لبنانية تقف على هذا المسرح وثاني مطربة عربية بعد أم كلثوم، وفي العام ذاته، تألقت علي مسرح «قصر الفنون» في «بروكسل»، أكبر مسارح العاصمة البلجيكية.
وفي سياق أخر، قدمت الشحرورة حفلات على أكبر مسارح الولايات المتحدة الأمريكية، وهم مسرح «ميوزيك هول» في بوسطن، وقاعة الـ «ماسونيك تامبل» في مدينة ديترويت، وقاعة «كارنيجي هول» في ولاية نيويورك؛ التي تعد أكبر قاعة في الولايات المتحدة الأمريكية، وحلم كل فنان في العالم لأنها من أعرق القاعات في العالم ومخصصة فقط للمؤتمرات العالمية ولا تخصص للغناء إلا في حالات نادرة وهامة واعتبرت حفلات الصبوحة من بينها، وتجدُر الإشارة، إلي أن «الصبوحة» لاقت  في نيويورك، وبوسطن، وديترويت تكريماُ وتقديراُ أمريكياً واسعً.
من بين المسارح العالمية التي أحيت حفلات عليها، مسرح "بلايل" (Salle Pleyel) في باريس، حيث كانت أول مطربة لبنانية وعربية تقدم عرضًا غنائيًا على هذا المسرح العريق. وفي العام نفسه، شاركت أيضًا في إحياء حفلات على مسرح "باليه دي سبور" (Palais des Sports) المعروف بـ"قصر الرياضة" في باريس، بالإضافة إلى مسرح "بورت دو فرساي" (Paris Expo Porte de Versailles)، أحد أكبر المسارح في العاصمة الفرنسية، والذي يتسع لنحو 8000 شخص.
ولم تتوقف علي هذا الحد، ففي لندن  غنت على مسرح «تياتر رويال دروري لاين»، ومسرح «البرت هول»؛ وكانت أول مطربة لبنانية تغني في هذا المسرح، وهو من أضخم المسارح ببريطانيا.

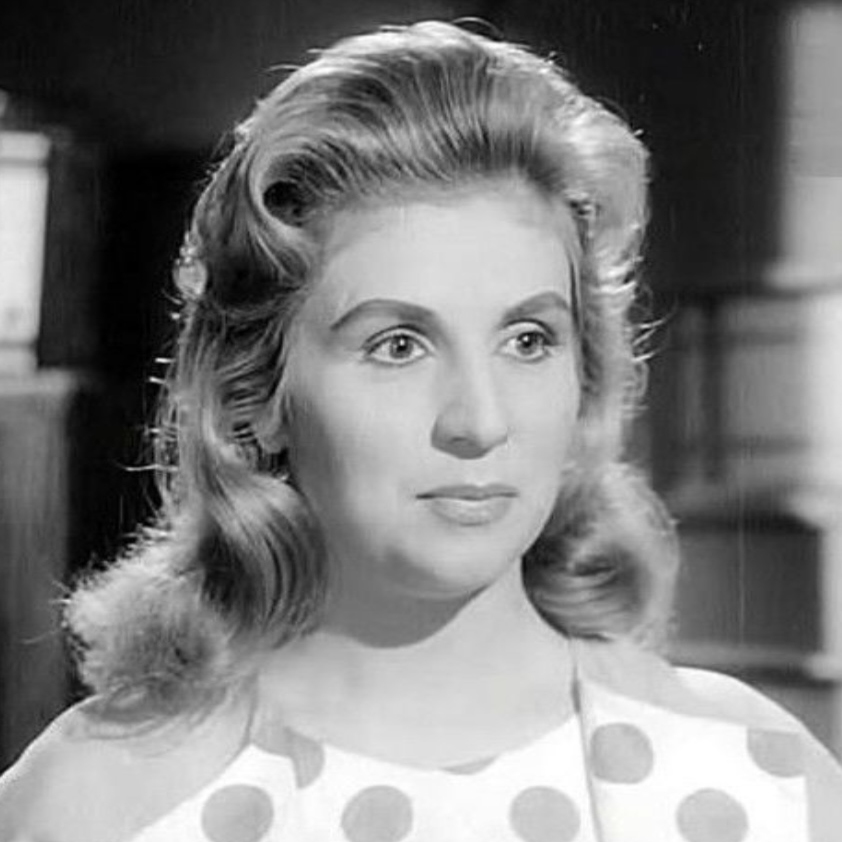
صباح في لقطة من فيلم الحب كده (1961)

ولا يخفي أن «للصبوحة» محطات عربية وعالمية هامة، حيث قدمت حفلات ضخمة جدًا في معظم الدول الإفريقية كـ «دكار» في السينغال، و«ابيدجان» في ساحل العاج، و«منروفيا» في ليبيريا وغيرها من العواصم الإفريقية.
فيما شهدت  البرازيل، والأرجنتين، وفنزويلا، والمكسيك حضورًا رائعًا لها، وبالطبع حفلات ضخمة في عدد كبير من البلدان العربية.
وحظيت الشحرورة في كل رحلاتها بتقدير وتكريم شعبي ورسمي كبيرين، والدليل حصولها على الكثير من الأوسمة والنياشين والدروع التكريمية، وكان لها علاقات وثيقة وقوية بكافة الملوك والرؤساء العرب
كما شاركت في الكثير من المهرجانات أمثال: بعلبك، جبيل، بيت الدين. ومن المسرحيات التي قدمتها:
- موسم العز، من أعمال الرحابنة - بعلبك (1960).
- دواليب الهوا، من أعمال الرحابنة - بعلبك (1965).
- القلعة، من أعمال الرحابنة - بعلبك.
- الشلال، من أعمال الرحابنة.
- ست الكل، من أعمال زوجها الفنان وسيم طبارة (1973).
- حلوة كثير، من أعمال زوجها الفنان وسيم طبارة (1977).
- عصفور سطح.
- فينيقيا، من أعمال روميو لحود.
- شهر العسل، من أعمال زوجها الفنان وسيم طبارة.
- ست الكل.
- الأسطورة 1.
- كنز الأسطورة، وهي آخر مسرحياتها وكان إلى جانبها بالمسرحية الفنان جوزف عازار وزوجها السابق فادي لبنان والفكاهي كريم أبو شقرا وورد الخال والأمير الصغير.

وكان أخر أعمالها هي أغنية «قد ما فيك انبسط بعمر»، التي ألفها الشاعر ميشال جحا، ولحنها جوزيف جحا إنتاج عام 2011م

## الوفاة

جوجل يحتفي بالذكرى الـ 90 لميلاد الفنانة صباح في يوم 10 نوفمبر 2017.

توفيت فجر يوم الأربعاء 26 نوفمبر / تشرين الثاني 2014 في مقر إقامتها عن عمر يناهز 87 عاماً وتعتبر جنازة صباح من أغرب الجنازات في العالم حيث أنها أوصت قبل موتها بأن لا يحزنوا عليها وأنها تريد أن تُشيَّع على أنغامها، وهذا ما تمَّ تنفيذه من قبل الشعب اللبناني وأهلها حيث أن جنازتها امتلأت بأغانيها والرقصات الشعبية.

## وصلات خارجية
- صباح على موقع IMDb (الإنجليزية)
- صباح على موقع قاعدة بيانات الأفلام العربية
- صباح على موقع ميوزك برينز (الإنجليزية)
- صباح على موقع أول موفي (الإنجليزية)
- صباح على موقع ديسكوغز (الإنجليزية)
- صباح على موقع قاعدة بيانات الفيلم (الإنجليزية)
- صباح على موقع كينوبويسك (الروسية)